# Victor Dias (lutador)
Victor Luiz Dias Fernandes (nascido em 26 de dezembro de 1990), também conhecido como Victor Dias ou "Paçoca", é um lutador brasileiro de artes marciais mistas (MMA) e faixa‑preta de segundo grau em Jiu‑Jitsu brasileiro. Reconhecido por sua habilidade técnica e alto índice de finalizações, ele se destacou no cenário internacional ao conquistar o cinturão do Titan FC e do COMBAT FC, participar do Dana White's Contender Series e lutar em diversas organizações de prestígio.

## Carreira

### Início no Jiu-Jitsu
Victor começou sua carreira nas artes marciais com o Jiu-Jitsu, modalidade na qual possui mais de 20 anos de experiência. Foi campeão de diversos torneios nacionais e internacionais, como o Campeonato Brasileiro (2011) e o Sul-Americano da Confederação Brasileira de Jiu-Jitsu Olímpico (2014). Ele também disputou a seletiva brasileira do ADCC Submission Fighting em 2013.
Atualmente, ele é faixa-preta segundo grau, certificado pela IBJJF (International Brazilian Jiu-Jitsu Federation), e atua como árbitro, instrutor e avaliador de graduação em academias como a American Top Team, em Deerfield Beach, Flórida.

### MMA Profissional
Victor tem um cartel profissional de 13 vitórias e 4 derrotas no MMA. É conhecido por sua eficiência em finalizações, com 7 de suas vitórias sendo por essa via.
Ele estreou no cenário profissional brasileiro e mais tarde migrou para os Estados Unidos, onde ganhou notoriedade nas organizações Titan FC, LFA e Dana White's Contender Series.

#### Titan FC
- Em 26 de março de 2021, Victor venceu Wascar Cruz por finalização (mata-leão) no primeiro round e conquistou o cinturão dos pesos-moscas no Titan FC 68[1].
- Defendeu seu título com sucesso contra Rysbek Ibraimov no Titan FC 72 (2021).
- Competiu ativamente pela organização até 2022.

#### Dana White’s Contender Series
- Em 8 de agosto de 2023, participou do programa em uma luta contra Kevin Borjas, mas foi derrotado por decisão unânime.

#### Combates recentes
- Combat FC 9 (2025): Venceu Carlos Lozoya por decisão unânime.
- LFA 192 (2024): Perdeu para Mark Climaco por decisão unânime.

### Estilo de Luta
Victor é conhecido por sua base sólida no Jiu-Jitsu, capacidade de finalização e resiliência em combates de alta pressão. Compete nas categorias flyweight (57 kg) e bantamweight (61 kg), com altura de 1,68 m e envergadura de 1,75 m.

## Educação
- Graduado em Educação Física pela Universidade Estácio de Sá (2013).
- Registrado no CREF (Conselho Regional de Educação Física).

## Premiações
- Campeão Peso-Mosca – Titan FC (2021).
- Campeão do Campeonato Nacional de MMA (2016).
- Campeão Sul-Americano – CBJJO (2014).
- Campeão Brasileiro – CBJJO (2011).

## Outras Atividades
- Instrutor de seminários de defesa pessoal para o Corpo de Bombeiros (2020).
- Árbitro da NAGA (North American Grappling Association) – 2024.
- Avaliador de graduação na American Top Team (desde 2022).

## Associações Profissionais
- IBJJF – International Brazilian Jiu-Jitsu Federation – ID 1323616.

## Estatísticas no MMA
- Cartel: 13–4–0
- Vitórias por finalização: 7
- Vitórias por decisão: 4
- Vitórias por nocaute: 1
- Vitórias por desqualificação: 1

## Publicações
Em março de 2021, Victor venceu Wascar Cruz por finalização no primeiro round e conquistou o cinturão do Titan FC. O feito teve grande repercussão na mídia brasileira e internacional.
Em 2023, participou do Dana White’s Contender Series, programa que oferece contratos com o UFC para talentos promissores. Sua presença foi noticiada pela mídia especializada, que destacou sua determinação e relação com o campeão Alexandre Pantoja.
Ele também foi manchete no Brasil em 2023 por lutar por uma vaga no maior evento de MMA do mundo.